# Championnats du monde de cyclisme sur piste 1970
Navigation
Anvers 1969 Varèse 1971
Les championnats du monde de cyclisme sur piste 1970 ont eu lieu à Leicester en Angleterre. Onze épreuves sont disputées : 9 par les hommes (3 pour les professionnels et 6 pour les amateurs) et deux par les femmes.

## Résultats

### Hommes

#### Podiums professionnels
| Compétition            | Or                                      | Argent                    | Bronze                   |
| ---------------------- | --------------------------------------- | ------------------------- | ------------------------ |
| Vitesse individuelle   | Gordon Johnson Australie                | Sante Gaiardoni Italie    | Leijn Loevesijn Pays-Bas |
| Poursuite individuelle | Hugh Porter Royaume-Uni                 | Lorenzo Bosisio Italie    | Charly Grosskost France  |
| Demi-fond              | Ehrenfried Rudolph Allemagne de l'Ouest | Theo Verschueren Belgique | Piet de Wit Pays-Bas     |

#### Podiums amateurs
| Compétition            | Or                                                                          | Argent                                                                           | Bronze                                                                                |
| ---------------------- | --------------------------------------------------------------------------- | -------------------------------------------------------------------------------- | ------------------------------------------------------------------------------------- |
| Kilomètre              | Niels Fredborg Danemark                                                     | Harry Kent Nouvelle-Zélande                                                      | Anton Tkáč Tchécoslovaquie                                                            |
| Vitesse individuelle   | Daniel Morelon France                                                       | Peder Pedersen Danemark                                                          | Gérard Quintyn France                                                                 |
| Poursuite individuelle | Xaver Kurmann Suisse                                                        | Ian Hallam Royaume-Uni                                                           | Viktor Bykov Union soviétique                                                         |
| Poursuite par équipes  | Allemagne de l'Ouest Günter Haritz Peter Vonhof Hans Lutz Günter Schumacher | Allemagne de l'Est Thomas Huschke Heinz Richter Herbert Richter Manfred Ulbricht | Union soviétique Stanislav Moskvine Vladimir Kuznetzov Viktor Bykov Vladimir Semenets |
| Demi-fond              | Cees Stam Pays-Bas                                                          | Horst Gnas Allemagne de l'Ouest                                                  | Antonio Cerda Espagne                                                                 |
| Tandem                 | Allemagne de l'Ouest Jürgen Barth Rainer Muller                             | Allemagne de l'Est Hans-Jürgen Geschke Werner Otto                               | France Gérard Quintyn Daniel Morelon                                                  |

### Femmes
| Compétition            | Or                                 | Argent                             | Bronze                            |
| ---------------------- | ---------------------------------- | ---------------------------------- | --------------------------------- |
| Vitesse individuelle   | Galina Tsareva Union soviétique    | Galina Ermolaeva Union soviétique  | Valentina Savina Union soviétique |
| Poursuite individuelle | Tamara Garkuchina Union soviétique | Raisa Obodovskaya Union soviétique | Beryl Burton Royaume-Uni          |

## Tableau des médailles
| Rang | Nation               | Or | Argent | Bronze | Total |
| ---- | -------------------- | -- | ------ | ------ | ----- |
| 1    | Allemagne de l'Ouest | 3  | 1      | 0      | 4     |
| 2    | Union soviétique     | 2  | 2      | 3      | 7     |
| 3    | Grande-Bretagne      | 1  | 1      | 1      | 3     |
| 4    | Danemark             | 1  | 1      | 0      | 2     |
| 5    | France               | 1  | 0      | 3      | 4     |
| 6    | Pays-Bas             | 1  | 0      | 2      | 3     |
| 7    | Australie            | 1  | 0      | 0      | 1     |
| -    | Suisse               | 1  | 0      | 0      | 1     |
| 9    | Allemagne de l'Est   | 0  | 2      | 0      | 2     |
| -    | Italie               | 0  | 2      | 0      | 2     |
| 11   | Belgique             | 0  | 1      | 0      | 1     |
| -    | Nouvelle-Zélande     | 0  | 1      | 0      | 1     |
| 13   | Espagne              | 0  | 0      | 1      | 1     |
| -    | Tchécoslovaquie      | 0  | 0      | 1      | 1     |